# Ophioglossidae
Ophioglossidae je razred papratnjača kojemu pripadaju dva reda, Psilotales, metličaste paprati i Ophioglossales, jednolistovke. Bliska povezanost među ova dva reda tek je nedavno potvrđena molekularnim sustavnim studijama.
Metličaste paprati umjesto pravih korijena imaju rizoide, a kod jednolistovki korijenima nedostaju i korijenove grane i korijenove dlačice. Gametofiti obaju redova su heterotrofni i često podzemni, hranjive tvari dobivaju iz mikorize umjesto fotosintezom, što se događa isključivo kod sporofita.
Metličaste paprati nisu prave paprati, već biljke grmolikog izgleda koje su blisko povezane s papratnjačama. Za razliku od paprati, nemaju lišće, ali imaju vrlo jedinstvene strukture poznate kao enacije (ili sinangije). Enacije su male, ljuskave, loptaste izrasline koje se protežu od stabljike i sadrže spore. Iako su te strukture slične lišću, ne smatraju se lišćem (mikrofili ili mezofili) zbog nedostatka vaskularnog tkiva, iako stabljike imaju traheide. Metličaste paprati nemaju pravo korijenje i za svoj supstrat ih drže rizoidi, izrazito kratke strukture za sidrenje. Ovi rizoidi imaju međusobni odnos s mikoriznim gljivama koje pomažu biljkama da apsorbiraju vodu i hranjive tvari.